# 語系關係
語系關係（英語：Genetic relationship，字面意思爲「基因關係」）是語言學中的一個術語，指同語系下多種語言之間的一種關係。英文當中也會稱這種關係爲「譜系關係」（Genealogical relationship），主要是爲了將該詞與遺傳學上的「基因」區分開來。
彼此之間有著譜系聯係的語言時常被歸類爲同一語系，而語言之間的這種關聯則由語言學分析中的比較法確立。如果兩種語言中的其中一種是由另一種演化而來，亦或者兩者皆是繼承了一個共同的祖先，那麽此二者間就會被認爲存在語系關係。如意大利語由拉丁語演化而成，故前者與後者存在語系關係。與拉丁語存在同樣關係的還有西班牙語，因此西班牙語和意大利語的語系關係也能夠成立。在印歐語系的北日耳曼語支中，丹麥語、瑞典語和挪威語的聯係均是語系關係。